# (35784) 1999 JS21
1999 JS21 (asteroide 35784) é um asteroide da cintura principal. Possui uma excentricidade de 0.20448890 e uma inclinação de 3.43854º.
Este asteroide foi descoberto no dia 10 de maio de 1999 por LINEAR em Socorro.